# Gouania striata
Gouania striata là một loài thực vật có hoa trong họ Táo. Loài này được Rich. mô tả khoa học đầu tiên năm 1792.